# Diócesis de Paranavaí
La diócesis de Paranavaí (en latín: Dioecesis Paranavaiensis y en portugués: Diocese de Paranavaí) es una circunscripción eclesiástica de la Iglesia católica en Brasil. Se trata de una diócesis latina, sufragánea de la arquidiócesis de Maringá. Desde el 25 de abril de 2018 su obispo es Mário Spaki.

## Territorio y organización
La diócesis tiene 8699 km² y extiende su jurisdicción sobre los fieles católicos de rito latino residentes en 22 municipios del estado de Paraná: Paranavaí, Alto Paraná, Amaporã, Diamante do Norte, Guairaçá, Itaúna do Sul, Loanda, Marilena, Mirador, Nova Londrina, Paraíso do Norte, Planaltina do Paraná, Porto Rico, Querência do Norte, Santa Cruz de Monte Castelo, Santa Isabel do Ivaí, Santa Mônica, Santo Antônio do Caiuá, São Carlos do Ivaí, São Pedro do Paraná, Tamboara y Terra Rica.
La sede de la diócesis se encuentra en la ciudad de Paranavaí, en donde se halla la Catedral de María Madre de la Iglesia.
En 2019 en la diócesis existían 34 parroquias agrupadas en 3 decanatos: Paranavaí, Paraíso do Norte y Loanda.

## Historia
La diócesis fue erigida el 20 de enero de 1968 con la bula Nil gratius del papa Pablo VI, obteniendo el territorio de la diócesis de Maringá (hoy arquidiócesis).
Originalmente sufragánea de la arquidiócesis de Curitiba, el 31 de octubre de 1970 pasó a formar parte de la provincia eclesiástica de la arquidiócesis de Londrina y el 16 de octubre de 1979 de la arquidiócesis de Maringá.

## Estadísticas
Según el Anuario Pontificio 2020 la diócesis tenía a fines de 2019 un total de 237 500 fieles bautizados.
| Año                                                                             | Población            | Población | Población      | Sacerdotes | Sacerdotes    | Sacerdotes    | Bautizados por sacerdote | Diáconos permanentes | Religiosos | Religiosos | Parroquias |
| Año                                                                             | Bautizados católicos | Total     | % de católicos | Total      | Clero secular | Clero regular | Bautizados por sacerdote | Diáconos permanentes | Varones    | Mujeres    | Parroquias |
| ------------------------------------------------------------------------------- | -------------------- | --------- | -------------- | ---------- | ------------- | ------------- | ------------------------ | -------------------- | ---------- | ---------- | ---------- |
| 1970                                                                            | ?                    | 559 810   | ?              | 30         | 20            | 10            | ?                        |                      | 12         |            | 17         |
| 1976                                                                            | 243 200              | 304 000   | 80.0           | 32         | 21            | 11            | 7600                     |                      | 11         | 49         | 21         |
| 1980                                                                            | 232 000              | 290 300   | 79.9           | 34         | 30            | 4             | 6823                     |                      | 4          | 46         | 22         |
| 1990                                                                            | 264 000              | 295 000   | 89.5           | 19         | 16            | 3             | 13 894                   |                      | 20         | 55         | 28         |
| 1999                                                                            | 296 000              | 349 000   | 84.8           | 36         | 28            | 8             | 8222                     |                      | 8          | 72         | 29         |
| 2000                                                                            | 302 000              | 355 000   | 85.1           | 35         | 27            | 8             | 8628                     |                      | 8          | 67         | 30         |
| 2001                                                                            | 201 500              | 237 071   | 85.0           | 38         | 30            | 8             | 5302                     |                      | 8          | 68         | 30         |
| 2002                                                                            | 201 500              | 237 071   | 85.0           | 40         | 30            | 10            | 5037                     |                      | 38         | 62         | 34         |
| 2003                                                                            | 201 510              | 237 071   | 85.0           | 41         | 31            | 10            | 4914                     |                      | 39         | 59         | 34         |
| 2004                                                                            | 201 510              | 237 071   | 85.0           | 42         | 32            | 10            | 4797                     |                      | 10         | 56         | 35         |
| 2013                                                                            | 226 000              | 265 000   | 85.3           | 43         | 34            | 9             | 5255                     |                      | 23         | 44         | 35         |
| 2016                                                                            | 231 900              | 271 000   | 85.6           | 44         | 35            | 9             | 5270                     |                      | 22         | 46         | 35         |
| 2019                                                                            | 237 500              | 277 550   | 85.6           | 45         | 35            | 10            | 5277                     |                      | 23         | 39         | 34         |
| Fuente: Catholic-Hierarchy, que a su vez toma los datos del Anuario Pontificio. |                      |           |                |            |               |               |                          |                      |            |            |            |

## Episcopologio
- Benjamin de Souza Gomes † (11 de marzo de 1968-12 de octubre de 1985 retirado)
- Rubens Augusto de Souza Espínola † (12 de octubre de 1985-3 de diciembre de 2003 retirado)
- Sérgio Aparecido Colombo (3 de diciembre de 2003-16 de septiembre de 2009 nombrado obispo de Bragança Paulista)
- Geremias Steinmetz (5 de enero de 2011-14 de junio de 2017 nombrado arzobispo de Londrina)
- Mário Spaki, desde el 25 de abril de 2018